# نص يوم (مسلسل)
نص يوم هو مسلسل سوري لبناني، أُنتج وعُرض في سنة 2016 وهو مبني عن قصة الكتاب الأجنبي (waltz into darkness) للكاتب كورنيل وولريتش [الإنجليزية]. وهو من إخراج سامر برقاوي ومن إنتاج شركة الصبّاح.

## قصة المسلسل
تبدأ أحداث العمل بوفاة رجل لديه إقطاعية زيتون واسعة، فيعود ابنه المغترب (ميار) إلى البلاد لإنهاء كل الالتزامات المهنية والعائلية للسفر من جديد، إلا أنه يقع في غرام فتاة جميلة اسمها (يارا)، وهو ما يجعله يلغي سفره ويبقي في البلاد. وتمر الأحداث بالعديد من الصراعات ضمن قالب بوليسي مشوق بعد اكتشاف الشاب بأن حبيبته امرأة لعوب ومحتالة.

## طاقم التمثيل
- تيم حسن: (ميار قلعجي): شاب ثري يعمل كمدير لشركة زيتون
- نادين نسيب نجيم: (ميساء) شابه عاشت طفولتها في دار الايتام تعمل نصابه بمساعدة جابر وظهرت بعدة أسماء في المسلسل مثل يارا، رغدة، مروى...الخ لكن اسمها الحقيقي ميساء
- بولين حداد: سلام
- سليم صبري والد ميار المتوفى
- أويس مخللاتي: جابر
- ناتاشا شوفاني: ليال وهي تحب ميار كثيرا
- عمر ميقاتي
- عفيف شيا
- جورج دياب
- بيار جامجيان: زكريا يعمل في إقطاعية الزيتون

## وصلات خارجية
- نص يوم على موقع IMDb (الإنجليزية)
- نص يوم على موقع قاعدة بيانات الأفلام العربية
- نص يوم على موقع كينوبويسك (الروسية)